# Почётные граждане Мончегорска
Почётные граждане Мончегорска — почётное звание Мончегорска, действующее с 1966 года. Принимается решением исполнительного комитета городского Совета. Является высшей наградой города, признанием выдающихся заслуг гражданина перед городом, поощрением его личной деятельности, направленной на повышение авторитета города, обеспечение его благополучия и процветания (согласно статуту награды).

## Присвоение
Статус звания «Почётный гражданин города Мончегорска», порядок и условия его присвоения устанавливаются Положением «О наградах города Мончегорска».
Звание «Почётный гражданин города Мончегорска» не может быть присвоено повторно одному и тому же лицу.
Присвоение звания «Почётный гражданин города Мончегорска» производится не чаще, чем один раз в год ко Дню города при жизни гражданина и не более, чем одному гражданину в год при наличии материалов на присвоение звания, рассмотренных в соответствии с порядком, установленным настоящим Положением. В исключительных случаях почётное звание может присваиваться посмертно.
Звание «Почётный гражданин города Мончегорска» обязывает граждан, удостоенных этого звания, служить примером в выполнении гражданского долга и исполнении обязанностей, установленных Конституцией Российской Федерации.

## История
Решение о присуждении звания «Почётный гражданин города Мончегорска» принято 29 марта 1966 года исполкомом городского Совета. Раньше Мончегорска в Мурманской области звание почётного гражданина ввёл только Североморск годом ранее. Впервые удостоены этого знака граждане Мончегорска были в 1967 году. Первым почётным гражданином Мончегорска стал один из первых строителей Мончегорска Алексей Михайлович Яскунов.
За 65 лет свыше 40 мончегорцев получили признание горожан.

## Список почётных граждан
- Аникеев. Владимир Ильич (29.06.1930) — инженер монтажно-строительного управления «Промжилстрой» треста «Кольстрой».
- Батракова, Лариса Петровна (05.10.1951) — педагог дополнительного образования, общественный деятель.
- Беляева, Федосия Ивановна (19.03.1914) — работница рафинировочного цеха комбината «Североникель»[ПГГМ 1].
- Борисов, Николай Федорович (07.12.1920 — 08.03.2004) — начальник плавильного (обогатительно-металлургического) цеха комбината «Североникель».
- Брюханов, Анастасий Степанович (05.10.1928 — 07.02.1993) — бригадир комплексной бригады управления «Жилстрой» треста № 54 «Кольстрой».[КЭ 1][КСЭЛ 1]
- Бурдо, Геннадий Петрович (30.09.1925) — заместитель начальника городского отдела милиции.
- Вдовин,  Александр Васильевич (12.02.1930 — 13.04.2002) — бригадир комплексной бригады СМУ «Североникельстрой» треста «Кольстрой».
- Веденин,  Василий Леонидович (13.04.1947) — бригадир обжигового отделения рафинировочного цеха комбината «Североникель». Награждён орденами Трудовой Славы II и III степени. Присвоены звания «Почётный металлург» и «Заслуженный металлург РСФСР».
- Веселов, Виктор Евгеньевич (17.11.1946) — «Заслуженный работник комбината „Североникель“». С 1999 года Виктор Евгеньевич работает мастером цеха ремонта ОАО «Печенгастрой».
- Вьюшинский, Владимир Николаевич (19.10.1934 — 14.11.2006) — врач, заведующий хирургическим отделением центральной городской больницы.[КЭ 2]
- Гаврилович, Василий Федорович (04.03.1936) — бригадир управления «Жилгражданстрой» треста «Кольстрой».
- Глухов, Александр Кузьмич (22.03.1947) — директор профессионального лицея № 5. В 1989 году Глухову Александру Кузьмичу, первому в области, присвоено звание «Заслуженный учитель профтехобразования РСФСР».[КЭ 3]
- Гончар, Иван Парамонович (07.07.1914 — 12.06.1984) — металлург плавильного цеха комбината «Североникель».
- Горбенко, Наталья Филипповна (14.11.1949) — председатель Мончегорской первичной организации «Всероссийское ордена Трудового Красного Знамени общество слепых».
- Дементьева, Тамара Васильевна (19.05.1947) — председатель Мончегорского городского Совета ветеранов войны, труда, вооруженных сил и правоохранительных органов.[КЭ 4]
- Долгий, Анатолий Прокофьевич (03.04.1935) — металлург, бригадир плавильного цеха комбината «Североникель». За всю историю Мончегорска он был первым и последним членом Президиума Верховного Совета РСФСР, избирался делегатом ХХVI съезда КПСС в 1981 году. Полный кавалер Ордена Трудовой Славы.[КЭ 5][ПГГМ 2]
- Ермаков, Геннадий Петрович (12.04.1937) — генеральный директор объединения «Никель» с 1982 по 1988 годы, кандидат технических наук, заслуженный металлург РСФСР, бывший заместитель министра цветной металлургии СССР[КЭ 6][4].
- Ермаков, Игорь Геннадьевич (08.03.1960 — 19.05.2007) — мэр города Мончегорска.[КЭ 7][КСЭЛ 2]
- Жуков, Александр Александрович (1913 — 7.12.1989) — прокурор города Мончегорска в 60-80-е годы.[КЭ 8]
- Жуков, Яков Фатеевич (20.10.1904 — 30.04.1980) педагог, директор школы.
- Касаткин,  Павел Анатольевич (18.08.1927) — начальник железнодорожного цеха комбината «Североникель».
- Коротков, Сергей Васильевич (18.06.1914 — 12.01.1989) — директор Мончегорского филиала института «Гипроникель».[КЭ 9]
- Кукушкин,  Олег Петрович (18.07.1940) — заместитель начальника плавильного цеха по производству.
- Лейбензон, Геннадий Анатольевич (13.12.1939 — 07.07.2013) — историк, журналист, краевед.[КЭ 10]
- Лешке, Георгий Павлович (09.03.1917 — 29.11.1989) — директор (в 1962—1971 годах) комбината «Североникель».[КЭ 11][КСЭЛ 3]
- Маслов, Борис Григорьевич (03.03.1947) — начальник ремонтно-механического цеха ОАО «Печенгастрой».
- Матыцин, Иван Андреевич (19.01.1929) — ветеран комбината «Североникель», директор совхоза «Мончегорский».
- Матюшкин,  Дмитрий Иванович (07.11.1903 — 02.05.1978) — директор комбината «Североникель» с февраля 1951 года по март 1962 года[КЭ 12][ПГГМ 3].
- Медынская, Галина Михайловна (16.08.1932) — педагог, директор гимназии № 1, Заслуженный учитель РСФСР[КЭ 13][КСЭЛ 4][ПГГМ 4].
- Моисеева, Лариса Александровна (15.02.1943) — ветеран комбината «Североникель».
- Новичков, Анатолий Александрович (25.09.1924) — журналист, главный редактор газеты «Мончегорский рабочий» с 1964 по 1982 годы, член Союза журналистов России.[КЭ 14]
- Павлинов, Павел Николаевич (01.04.1905 — 24.12.1987) — начальник управления «Севзапстальконструкция».[КЭ 15][КСЭЛ 5]
- Петров, Евгений Дмитриевич (29.04.1938) — генеральный директор ОАО «Мончегорские электрические сети»
- Позняков, Владимир Яковлевич (26.12.1916 — 09.02.2003) — главный инженер комбината «Североникель» с 1956 по 1981 годы, лауреат Ленинской премии.[КЭ 16][КСЭЛ 6]
- Попова, Клавдия Ивановна (24.10.1916 — 07.07.1999) — заведующая отделом культуры Мончегорского горисполкома в 50-60-е годы, заслуженный работник культуры РСФСР (1966 г.).[КЭ 17]
- Потапова, Лия Васильевна (23.12.1928 — 10.06.2001) — главный врач стоматологической поликлиники, заслуженный врач РСФСР.[КЭ 18]
- Родионова, Нина Васильевна (15.09.1934) — директор средней общеобразовательной школы № 17, преподаватель математики[КЭ 19][ПГГМ 5].
- Сорокин, Михаил Иванович (02.11.1934 — 01.08.2002) — бригадир комплексной бригады СМУ «Жилгражданстрой».
- Стаценко, Игорь Демьянович (02.10.1918 — 01.10.1987) — генерал-майор, кандидат военных наук.
- Субботин,  Владимир Петрович (14.12.1925) — инструктор отдела пропаганды и агитации горкома КПСС Мончегорска.[КЭ 20]
- Тупицына, Нина Федосеевна (05.10.1925 — 26.03.2000) — заведующая городским отделом социального обеспечения при горисполкоме.
- Федотов, Борис Иванович (15.07.1925) — заместитель председателя Мончегорского горисполкома.
- Харин,  Александр Николаевич (17.01.1925 — 12.05.1999) — заведующий финансовым отделом Мончегорского горисполкома.
- Худяков, Василий Михайлович (14.02.1938) — генеральный директор АО «Комбинат Североникель» с сентября 1988 по 1996 годы.[КЭ 21]
- Чериковский Михаил (Моисей) Владимирович (12.02.1925) — начальник Мончегорского участка «Севзапэлектромонтаж», проработал на предприятии 60 лет.
- Читоянц, Геннадий Александрович (08.03.1939 — 30.04.2005) — заместитель генерального директора по транспорту и общим вопросам АО «Комбинат Североникель».
- Шибанов, Николай Флегонтович (27.02.1913) — трудился в цехе МТО, был секретарем парторганизации. Его организаторские способности были направлены на улучшение работы цеха.
- Штарева, Любовь Григорьевна (27.02.1939) — врач центральной городской больницы.
- Яскунов, Алексей Михайлович (30.03.1918 — 12.05.1992) — начальник строительного управления «Жилстрой», один, из первых строителей Мончегорска.